# Rareș Chintoan
Rareș Daniel Chintoan (* 13. ledna 1983 Kluž) je rumunský zápasník–volnostylař.

## Sportovní kariéra
Se zápasením začínal ve 13 letech v rodném Kluži v klubu CSS Viitorul pod vedením trenérů Suteua a Roputy. Vrcholově se připravoval v policejním sportovním středisku Dinamo. Jeho osobním trenérem byl Vasile Vişan v klubu CSM (Clubul Sportiv Municipal). Specializoval se na volný styl a v rumunské mužské reprezentaci se pohyboval od roku 2003 ve váze do 120 kg. Celkem třikrát startoval na olympijských hrách v roce 2004, 2008 a 2012, ale při všech účastech vypadl v úvodním kole. V roce 2016 se na olympijské hry v nekvalifikoval. Kvůli slabé konkurenci ve své váhové kategorii doma v Rumunsku si kariéru v reprezentaci prodlužuje i v pokročilém zápasnickém věku.

## Výsledky
| Olympijské hry     |     |    |    |    |     | úč. |    |     |     | úč. |   |   |     | úč. |    |     |     | —  |   |   |    |  |  |  |  |
| Mistrovství světa  |     |    | —  | —  | úč. |     | 7. | úč. | úč. |     | — | — | úč. |     | 7. | —   | úč. |    | — | — | —  |  |  |  |  |
| Evropské hry       |     |    |    |    |     |     |    |     |     |     |   |   |     |     |    |     | 8.  |    |   |   | 5. |  |  |  |  |
| Mistrovství Evropy | —   | —  | —  | —  | 4.  | 8.  | 8. | 3.  | úč. | 3.  | — | — | úč. | úč. | —  | úč. | 8.  | 7. | — | — | 5. |  |  |  |  |
| MS juniorů         | —   | —  | 6. |    | 2.  |     |    |     |     |     |   |   |     |     |    |     |     |    |   |   |    |  |  |  |  |
| ME juniorů         | —   | 4. |    | 4. |     |     |    |     |     |     |   |   |     |     |    |     |     |    |   |   |    |  |  |  |  |
| MS dorostenců      | úč. |    |    |    |     |     |    |     |     |     |   |   |     |     |    |     |     |    |   |   |    |  |  |  |  |
| ME dorostenců      |     | 2. |    |    |     |     |    |     |     |     |   |   |     |     |    |     |     |    |   |   |    |  |  |  |  |